# Абу'л Валід Мухаммад
Абу'л Валід Мухаммад ібн Джохар ар-Рашид (араб. أبو الوليد محمد بن جهور الرشيد; бл. 1020 — 28 липня 1070) — 2-й шейх Кордовської тайфи в 1043—1063 роках. Почесне ім'я ар-Рашид перекладається як «Той, хто веде правильним шляхом».

## Життєпис
Походив з династії Бану-Джохар. Син Абу'л-Хазм Джохара, шейха Кордовської тайфи. Народився близько 1020 року в Кордові. 1043 року після смерті батька успадкував владу, але затверджений радою знаті і улемів.
З самого початку мусив придушити спробу Омеядів повернути собі владу в Кордові. Потім він розкрив брехню Аббада II, еміра, що намагався захопити Кордоу видаючи простолюдина за Гішама II.
У внутрішніх справах продовжив політику попередників, спрямовану на обмеження втручання шурти (на кшталт поліції) у справи цивільних осіб, скасував конфіскацію майна, що була здійснена до 1031 року. Разом з тим значного впливу набув візир Ібн аль-Рака.
У зовнішній політиці також намагався тримати лінію батька, залишаючись посередниками між емірами тайф. 1051 року зумів замирити правителів Бадахосу, Кармони і Севільї. Водночас надав притулок правителям й їх родинам з тайф Ньєбла, Уельва, Альхесірас.
З 1058 року став долучати сина Абд аль-Маліка до державних справ. 1063 року зрікся влади на користь синів Абд ар-Рахмана і Абд аль-Маліка. Першому передав цивільне управління та скарбницю, другому — військо. Невдовзі між синами почалася війна, в якій переміг Абд аль-Малік.
1070 року Кордову було захоплено севільським еміром аль-Мутамідом, який заслав Абу'л Валіда Мухаммада до Шалтіша (південний захід Піренеїв), де той невдовзі помер.